# Jacinto Cayco
Jacinto S. Cayco (* 1924; † 17. Februar 2021 in Manila) war ein philippinischer Schwimmer.

## Biografie
Jacinto Cayco gehörte von 1946 bis 1953 dem Schwimmteam der University of Santo Tomas an.
Bei den Olympischen Sommerspielen 1948 in London startete Cayco im Wettkampf über 200 Meter Brust schied allerdings bereits im Vorlauf aus. Drei Jahre später konnte er bei den Asienspielen die Goldmedaille über die gleiche Distanz sowie mit der 3 × 100-m-Lagenstaffel gewinnen. Bei den Asienspielen 1958 holte er mit der 4 × 100-m-Lagenstaffel mit Silber eine weitere Medaille.
Am 25. Januar 2016 wurde Jacinto Cayco in die philippinische Sports Hall of Fame aufgenommen. Sein Bruder Pedro Cayco war ebenfalls Schwimmer und nahm an den Olympischen Sommerspielen 1956 teil.